# Attheyella ferox
Attheyella ferox är en kräftdjursart som först beskrevs av Delachaux 1918.  Attheyella ferox ingår i släktet Attheyella och familjen Canthocamptidae. Inga underarter finns listade i Catalogue of Life.